# Iván Aguilar Murguía
Iván Aguilar Murguía (La Paz, 23 de febrero de 1947 - Ibid., 5 de enero de 2021) fue un gran escritor boliviano.

## Biografía
Arquitecto de profesión formado en una universidad de Brasil, fue docente de Historia del Fútbol en el Instituto Superior de Entrenadores de Fútbol de Bolivia (ISEF), presidente por 8 años (1983-1990) del Club Atlético Alianza, dirigente del Club The Strongest en diferentes comisiones desde 1983. También fue dirigente de la Asociación de Fútbol de La Paz durante 8 gestiones y de la Federación Boliviana de Fútbol. Asesor de Obras Deportivas Nacionales de la Secretaría Nacional del Deporte y la Juventud de 1985 a 1990 y director de la revista Oro y negro.
Durante su activa vida dedicada al fútbol, Aguilar Murguía ha constituido la biblioteca de fútbol más importante y completa en Bolivia, la Biblioteca de Fútbol de Iván Aguilar Murguía.